# Reilly

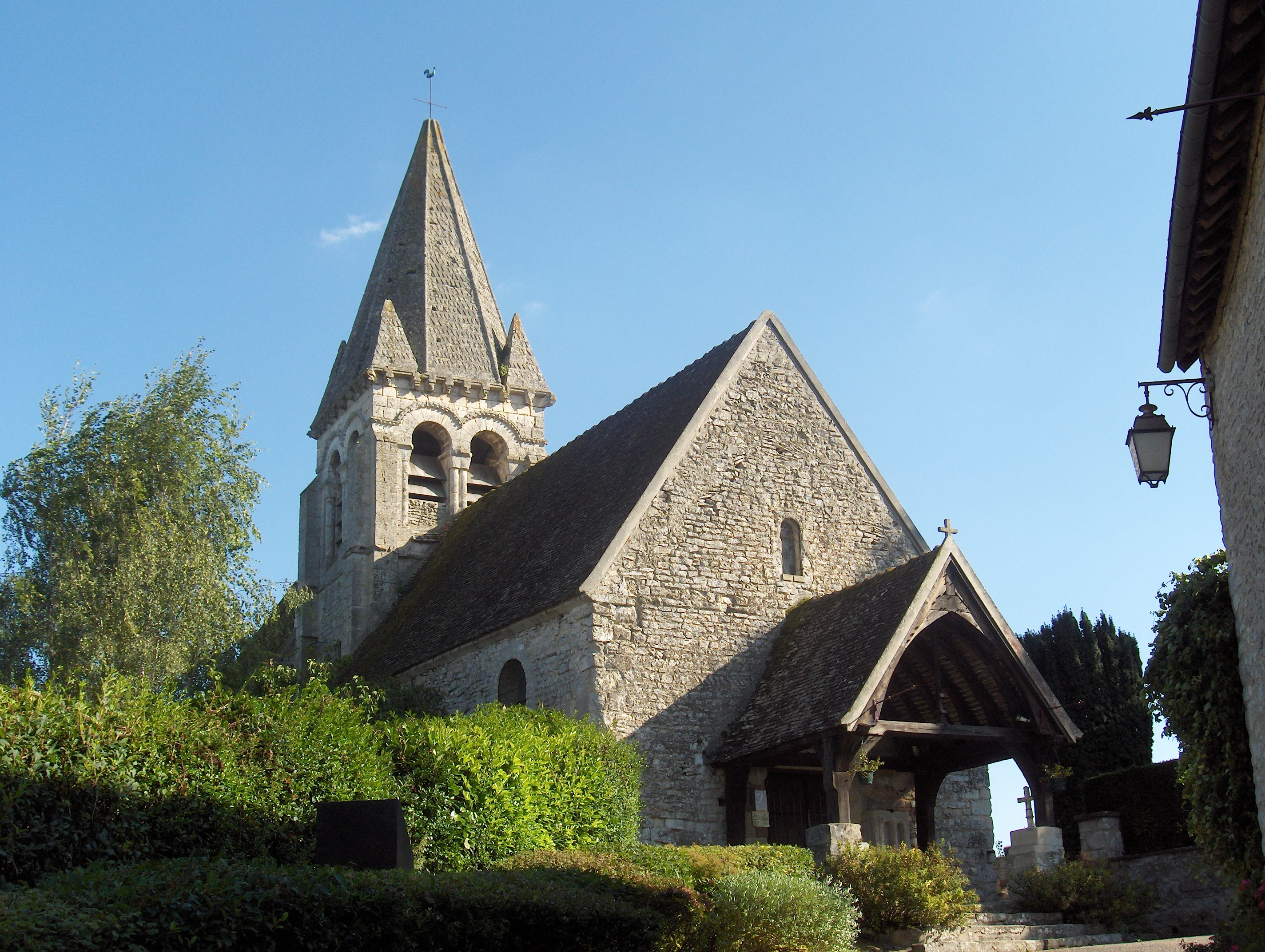

Reilly je francouzská obec v departementu Oise v regionu Hauts-de-France. V roce 2011 zde žilo 120 obyvatel.
Tato středověká vesnice je považována[kým?] za jednu z nejhezčích v oblasti Pikardie.

## Vývoj počtu obyvatel
Počet obyvatel 